# 雲屯特區
云屯特区（越南语：／）是越南广宁省下辖的一个特区，由主岛和下龙湾海上600多个小岛组成。

## 地理
云屯特区东临北部湾，西接锦普市。

## 历史
属明时期，设为新安府靖安州云屯县。后黎朝时期，改为安广处雲屯州。阮朝明命十七年（1836年），云屯州废为云海总，隶属山定府华封县。成泰二年（1890年），改设为云海县，隶属广安省尧封府。维新三年（1909年），废云海县为云海总，划归横蒲县管辖。保大十二年（1937年），云海总划归河修州管辖。保大十五年，河修州改名为锦普州。
1948年3月25日，越南民主共和国政府改州为县，锦普州改为锦普县，部分区域划归锦普市社管辖。
1964年7月16日，姑苏社和清邻社划归锦普县管辖。
1966年9月26日，鸿基市社新海社和锦普市社胜利社划归锦普县管辖。
1979年1月16日，文洲社并入共和社，共和社划归锦普市社管辖。
1981年9月10日，增设街容市镇，新海社并入玉汇社，石河社并入东舍社、下龙社和街容市镇。
1988年4月16日，万华社并入万安社。
1994年3月23日，锦普县更名为云屯县，同时以姑苏社、青邻社2析置姑苏县。
2025年6月，云屯县撤销，改制为與坊、社同级别的云屯特区。

## 行政区划
在2025年改制为特区前，云屯县曾下辖1市镇11社，县莅街容市镇。
- 街容市镇（Thị trấn Cái Rồng）
- 本莲社（Xã Bản Sen）
- 平民社（Xã Bình Dân）
- 台川社（Xã Đài Xuyên）
- 团结社（Xã Ðoàn Kết）
- 东舍社（Xã Ðông Xá）
- 下龙社（Xã Hạ Long）
- 明珠社（Xã Minh Châu）
- 玉汇社（Xã Ngọc Vừng）
- 观烂社（Xã Quan Lạn）
- 胜利社（Xã Thắng Lợi）
- 万安社（Xã Vạn Yên）

## 交通
- 雲屯國際機場